# Три левых часа
«Три левых часа» — поэтический вечер, устроенный участниками объединения ОБЭРИУ, состоявшийся в ленинградском Доме печати 24 января 1928 года. Это событие стало первым и самым масштабным перформансом объединения, в котором приняли участие И. В. Бахтерев, К. К. Вагинов, А. И. Введенский, Н. А. Заболоцкий, Д. И. Хармс и другие. Специально к этому событию Хармсом была написана пьеса «Елизавета Бам». На вечере была также представлена декларация ОБЭРИУ. Название вечера обозначает приверженность его устроителей «левому», то есть авангардному искусству. Три «часа» соответствовали трём отделениям вечера. На первом из них поэты читали свои стихи, во втором была представлена пьеса, в третьем был продемонстрирован экспериментальный фильм К. Б. Минца и А. В. Разумовского «Фильм № 1. Мясорубка». О ходе вечера известно из воспоминаний и дневниковых записей участников. Реакция зрителей на увиденное была неоднозначной, разгромная рецензия Лидии Лесной положила начало официальной травле обэриутов.

## Предыстория
К собиравшимся с 1922 года для обсуждения различных литературных и философских вопросов «чинарям» А. Введенскому, Л. Липавскому и Я. Друскину летом 1925 года присоединился Д. Хармс. Позднее в том же году в группу вошли Н. Заболоцкий и Н. Олейников. Вскоре после этого Хармс познакомился с И. Бахтеревым. В свою очередь Бахтерев пригласил Хармса присоединиться к группе экспериментального театра «Радикс», в которую также входили студенты ленинградского Института истории искусств (ГИИИ) Г. Кацман, Д. Левин и С. Цимбал. В середине 1926 года Хармс и Введенский совместно с «Радиксом» участвовали в подготовке постановки пьесы «Моя мама вся в часах». В ноябре в коллективе наступил творческий кризис, работа была прекращена и театр прекратил своё существование. После распада «Радикса» Хармс и Введенский продолжили сотрудничество с Бахтеревым и Заболоцким, образовав ядро группы ОБЭРИУ. К группе примыкали также поэт Е. Вигилянский, вместе с которым Хармс входил в группу «Орден заумников DSO», Левин и Цимбал. Вскоре по приглашению Бахтерева к группе присоединился писатель К. Вагинов. С конца 1925 года группа называлась «Левый фланг» и под таким названием впервые выступила 5 января 1926 года, в начале 1927 года желание обновления отразилось в смене названия на «Фланг левых». Согласно воспоминаниям Заболоцкого, группа со второй половины 1926 года до конца 1927 года провела значительное число выступлений, в которых также принимала участие балерина и фокусник. 25 марта 1927 года родилось название «Академия левых классиков», представляющее с точки зрения её участников, в основном тех же, что и ранее, оксюмороном. Уже 28 марта в газете «Смена» появилась разгромная статья «Дела литературные (о „чинарях“)», в котором Хармс обвинялся в хамском поведении на выступлении на Курсах искусствоведения Дома печати, однако после представления объяснений дело дальнейших последствий не имело. В апреле того же года был арестован и отправлен в лагерь Г. Кацман.
К осени 1927 года поиски места для выступлений участников «Академии» превратились в почти неразрешимую задачу и возникла потребность в выработке новых форм работы. Друзья собирались в квартире Хармса и во время одного из таких собраний позвонил директор ленинградского Дома печати Н. П. Баскаков, предложивший группе войти в состав этого учреждения в качестве одной из секций. После закрытия в конце 1926 года ГИНХУКа, Дом печати в бывшем дворце Шуваловых на Фонтанке стал местом сосредоточения представителей «левого» искусства Ленинграда. Это предложение стало результатом длительных усилий, которые с 1926 года предпринимал Хармс для установления контакта с этим культурным центром Ленинграда. Единственным условием, выставленным Баскаковым, стала смена названия — так как слово «левый» к тому времени приобрело политическую окраску и ассоциировалось с Левой оппозицией. Также, по замечанию Баскакова, «направленность в искусстве следует определять словами собственного лексикона». в результате чего возникло ОБЭРИУ. Со стороны Дома печати обэриутам была гарантирована свобода творчества. По предложению Баскакова началась подготовка большого вечера с разнообразной программой, назначенного на 7½ вечера 24 января 1928 года.

## Подготовка
Перед проведением вечера следовало решить большое количество творческих и организационных задач: написать декларацию своей группы, написать пьесу, распределить роли и провести репетиции, выбрать стихи для чтения, утвердить все материалы в цензуре и подготовить рекламные материалы. Получение официального статуса в Доме печати позволило группе использовать его помещения для своих собраний. От имени же Дома печати было составлено объявление о приёме новых членов в ОБЭРИУ, которое повесили в ГИИИ. После собеседования были приняты только два новых члена, студенты киноотделения ГИИИ Климентий Минц и Александр Разумовский. Им была доверена кинематографическая часть вечера и написание соответствующего раздела в декларации объединения. Разделы «Общественное лицо ОБЭРИУ» и «Поэзия обэриутов» должен был написать Николай Заболоцкий, студенты театрального отделения Игорь Бахтерев и Дойвбер Левин писали раздел об обэриутском театре. В декларации также сообщалось об изобразительной секции, и даже было сказано, что она ведет работу «экспериментальным путём», однако фактически её не существовало.

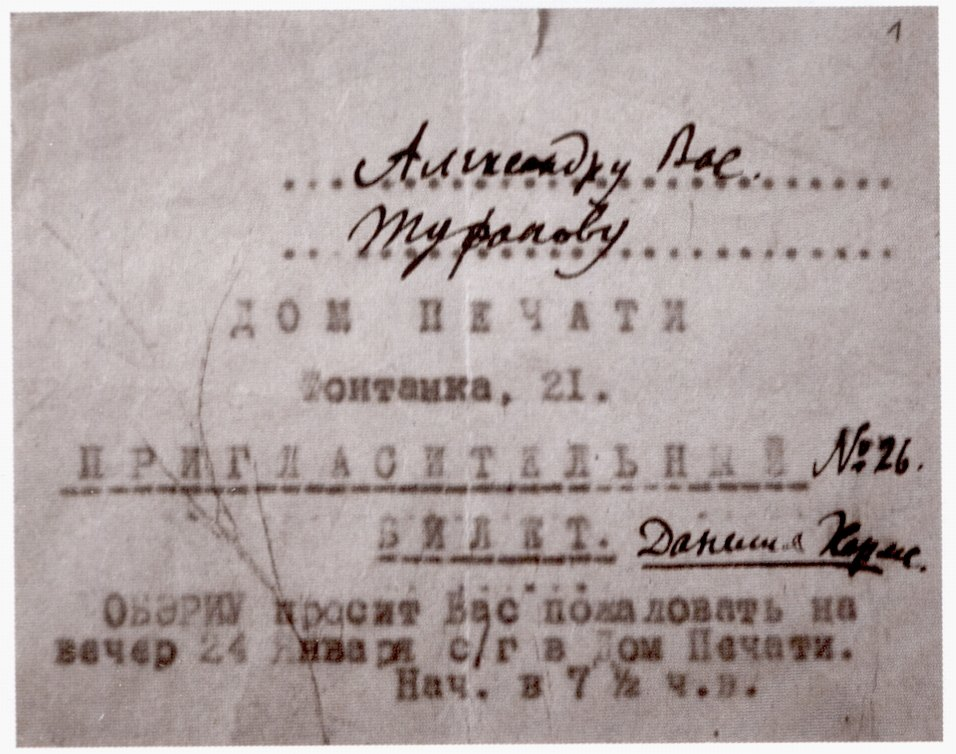
Приглашение А. В. Туфанова.

Театральную часть мероприятия, которое решили назвать «Три левых часа», взял на себя Даниил Хармс. Согласно его дневниковым записям, работа над «пиессой» «Елизавета Бам» (в разработке сценария приняли участие И. Бахтерев и Д. Левин) началась 20 декабря 1927 года и 23 декабря была закончена. В работе над ней Хармс учитывал конкретные параметры зала, который был в их распоряжении: «Ширина 11 м, глубина 6 м, вышина эстрады› 1 м 27 см, высота сцены — 5 м». На заседании ОБЭРИУ 24 декабря произошло чтение пьесы и распределение ролей. Эскизы декораций к постановке рисовал И. Бахтерев. В создании декораций также принял участие художник А. Каплан, однако не доведя работы до конца он прервал своё сотрудничество с обэриутами и его имя на афише не упоминается. Музыку сочинял студент музыкального отделения Института истории искусств Павел Вульфиус, одноклассник Хармса по Петришуле. Н. Баскаков разрешил также использовать большой любительский хор Дома Печати. Репетиции с актёрами прошли в конце декабря и начале января 1928 года.
Для создания плаката к выступлению обэриутов были приглашены художники Вера Ермолаева и Лев Юдин. Ими был создан огромный плакат, который был установлен у Аничкова моста. Плакат представлял собой часть ещё большего плаката, включая в себя отдельные буквы и слова, сами по себе ничего не выражавшие. На плакат были наклеены афиши вечера попарно — рядом с каждой наклеенной нормально афишей была наклеена другая, перевёрнутая. Целью было максимально устранить механическое восприятие и привлечь внимание. Эскиз афиши был подготовлен к 11 января и через несколько дней необходимое двойное количество было отпечатано. Для афиши Хармс и Бахтерев выбрали броские, вышедшие из употребления шрифты. Применялась также технология живой рекламы. Согласно воспоминаниям К. Минца, в этом качестве он был обвешан различными броскими надписями: «2×2=5», «Мы вам не пироги!», «Поэзия — это не манная каша!» и др. Хармс, желая сделать предстоящее событие как можно более значимым, разослал афиши не только в основные учреждения культуры Ленинграда, но и в банки и посольства.
Вход на вечер был платный, но поэтам и актёрам полагались контрамарки, позволяющие пригласить друзей или родственников. Также Хармсом был составлен список людей, которым были отправлены пригласительные билеты. В их числе: поэты С. Я. Маршак, И. Г. Терентьев, А. В. Туфанов, Б. К. Лившиц и Петников Г. Н., художники К. С. Малевич, М. В. Матюшин, П. А. Мансуров, литературовед Н. Л. Степанов, музыковед И. И. Соллертинский, филолог Б. М. Эйхенбаум. Особое место в списке занимал художник П. Н. Филонов, чья фамилия была подчёркнута и внесена вместо вычеркнутого поэта Н. А. Клюева.
Последняя репетиция выступления прошла утром 24 января. Согласно ожиданиям участников, выступать им бы пришлось в пустом зале, поскольку по сообщению из кассы желающих купить билеты почти не было.

## Ход вечера

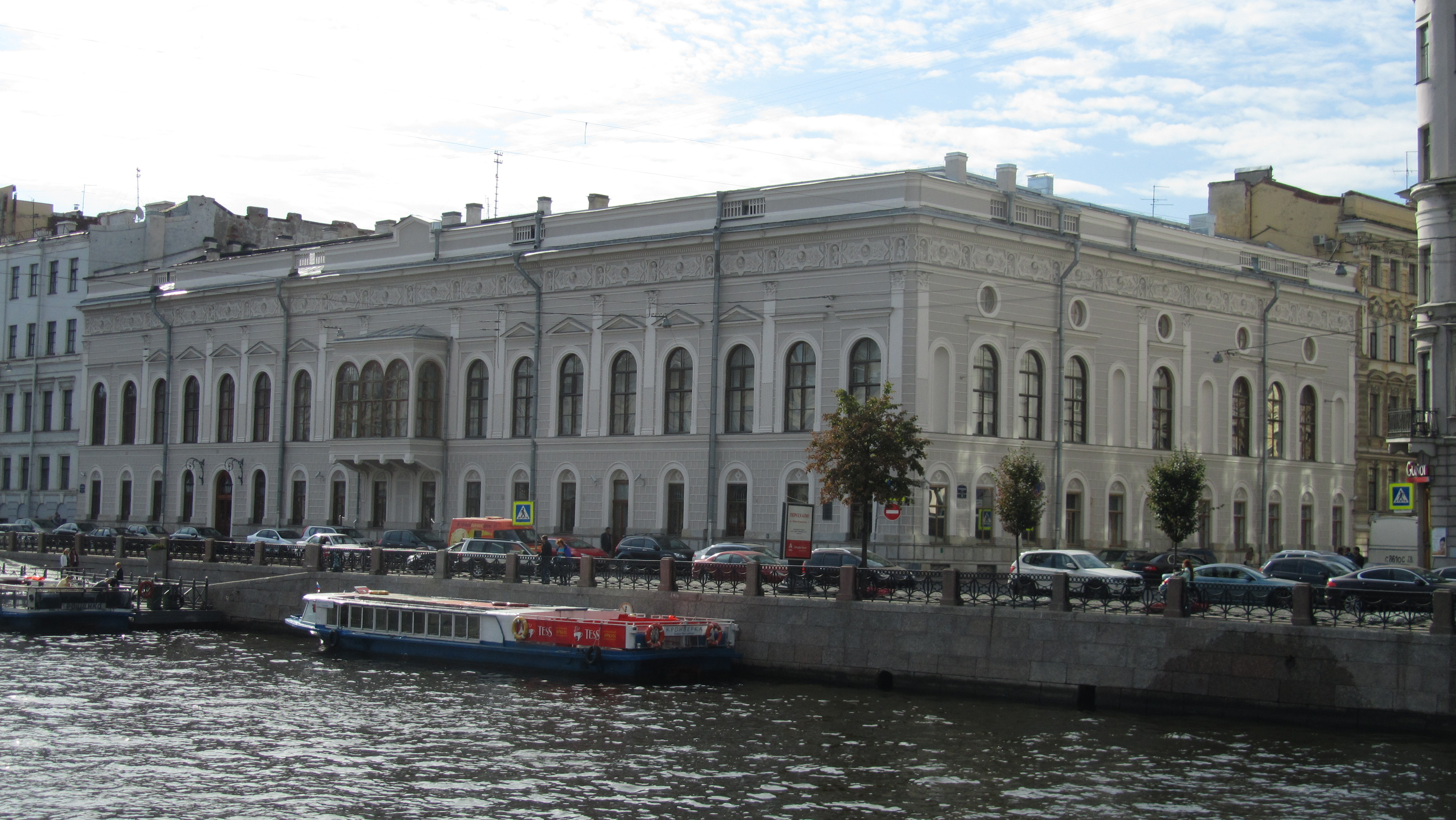
Современный вид здания по адресу Фонтанка 21, где состоялись «Три левых часа»

Против ожиданий, к 19:30 к Дому печати пришло большое количество желающих приобрести билеты, в результате чего начало вечера пришлось перенести более чем на час. Первый «час» из запланированных трёх, на котором поэты должны были читать свои стихи, предполагалось начать с «конферирующего хора» Д. Хармса, Н. Заболоцкого, А. Введенского и И. Бахтерева. Таким образом обэриуты хотели показать, что среди них нет лидеров, что они являются сообществом равных. Однако в последний момент выяснилось, что вступительный текст так и не был написан. Поэтому для представления декларации был делегирован Бахтерев — как в самом молодом из них, в нём вряд ли могли заподозрить лидера ОБЭРИУ. В порядке экспромта Бахтерев прочитал заумный монолог, встреченный «с молчаливым недоумением», что могло быть расценено как некоторый успех. Последовавшее за этим чтение стихов представляло собой действо, за «театрализацию» которого отвечал Д. Левин. Приёмом, которым пользовались обэриуты и ранее, было «оживление», когда чтение стихов сопровождалось неким дополнительным действием, намекающим зрителю на то, что происходит что-то необычное. Хармс появился на сцене сидя на шкафу, который толкали находящиеся внутри брат И. Бахтерева с приятелем. По замечанию искусствоведа М. Б. Ямпольского, шкаф являлся излюбленным предметом обэриутов, символизирующим предметность их искусства. Согласно воспоминаниям И. Бахтерева, «Подпудренный, бледнолицый, в длинном пиджаке, украшенном красным треугольником, в любимой золотистой шапочке с висюльками, стоял, как фантастическое изваяние или неведомых времен менестрель. Он громогласно, немного нараспев читал „фонетические стихи“». По мнению биографа Хармса А. А. Кобринского это, скорее всего, были самые ранние стихи поэта, созданные в 1925—1926 годах. Как вспоминал К. Минц, по просьбе из зала Хармс прочитал также своё детское стихотворение «Удивительная кошка» («Несчастная кошка порезала лапу…»). Однако в данном случае, вероятно, имеет место ошибка мемуариста, поскольку данное стихотворение было написано только в 1938 году. Завершив своё выступление, Хармс объявил, что в это самое время, на углу Невского проспекта и Садовой улицы, выступает со своими стихами поэт Н. Кропачёв, намекнув, таким образом, на причину появления его имени на афише в перевёрнутом виде. Другой возможной причиной такого формата выступления Кропачёва была слабость его стихов, не прошедших к тому же утверждения цензурой. Затем выступал И. Бахтерев, завершивший своё выступление акробатическим падением назад на прямых ногах. К. Вагинов, занятый в это время написанием романа «Козлиная песнь», в подготовке вечера участия не принимал, и потому специально к его выступлению «театрализация» не готовилась. Тем не менее, в ходе его выступления, о котором известно, что были прочитаны стихи, вошедшие в изданный в 1931 году сборник «Опыты соединения слов посредством ритма», вокруг него танцевала балерина Милица Попова. А. Введенский выехал на сцену на трёхколёсном велосипеде. Отслуживший недавно в армии Н. Заболоцкий был в выцветшей гимнастёрке и грубых ботинках с обмотками, рядом с ним был поставлен сундук. Заболоцкий читал написанное в 1927 году стихотворение «Движение» («Сидит извозчик, как на троне…»).
После антракта началась пьеса «Елизавета Бам», ставшая к настоящему времени классикой театра абсурда. По сюжету, к главной героине Елизавете Бам приходят двое, Иван Иванович и Петр Николаевич, намереваясь арестовать её за некое преступление. По ходу действия выясняется, что преступлением является убийство Петра Николаевича. Согласно замыслу Хармса, пьеса была разбита на 18 «кусков», для каждого из которых было указано, в каком ключе он должен быть представлен. В одном из эпизодов, например, на сцене, не прерывая основного действия, распиливалось бревно. В ходе представления происходит анонсированное в афише «сражение двух богатырей» — бой на эспадонах защищающего честь Елизаветы Папаши с Петром Николаевичем. Роли были распределены среди непрофессиональных актёров. Елизавету Бам сыграла Амалия Гольдфарб, позднее секретарь Л. Леонова, Иван Ивановича — актёр из театральной самодеятельности Путиловского завода Чарли Маневич, Папашу — Е. Вигилянский.
Кинематографический «час», перед которым также был антракт, начался монологом А. Разумовского, который, сидя в кресле в отцовском халате и в специально сшитом колпаке при свете керосиновой лампы рассказывал о путях развития современного кинематографа. Однако, по воспоминаниям К. Минца, выступать пришлось ему. Далее был продемонстрирован «Фильм № 1. Мясорубка», впоследствии утраченный. Согласно описанию очевидцев, в нём демонтировалось бесконечное движение товарного поезда с солдатами. К. Минц, характеризуя фильм как антивоенный, вспоминал, что утомлённая нескончаемым движением поезда публика потеряла терпение и начала кричать «Когда же они приедут, чёрт возьми?!». На непродолжительное время изображение сменялось быстрой чередой кадров сражений, после чего поезд продолжил своё движение. Музыкальное сопровождение фильма обеспечил И. Бахтерев, исполняя на рояле упражнения для беглости пальцев Ганона, используя также литавры и контрабас.
Основная часть вечера завершилась в начале второго часа ночи 25 января. Далее должен был последовать диспут, который администрация Дома печати предложила перенести на вечер. Однако единогласным решением голосования присутствующих решено было переноса не устраивать, и обсуждение началось после небольшого перерыва, занятого танцами под джазовую музыку. Хотя согласно афише диспут должен был вести С. Цимбал, о его участии в мероприятии ничего не известно, и, согласно воспоминаниям, вместо него дискуссию вёл А. Введенский. Согласно рассказу И. Бахтерева, хвалили в основном выступления Н. Заболоцкого и К. Вагинова. Воспоминания о ходе дискуссии оставил журналист О. В. Рисс, согласно которому особенно активными были члены ЛАПП во главе с прозаиком М. Ф. Чумандриным. Прозвучало заявление, что обэриуты «плетутся в хвосте „ничевоков“». В ответ на это Д. Хармс детально разъяснил отличие их группы от этого объединения начала 1920-х годов. После чего, согласно тому же источнику, «устроители вечера выстроились в шеренгу, братски взялись за руки и долго скандировали: — Мы не „ничевоки“, мы не „ничевоки“!..».
Завершилось всё в начале седьмого утра. Присутствовавшая на вечере сестра Хармса Е. Грицына вспоминала, что мать Хармса опасалась, что Даниила в результате могут побить. Эти опасения не оправдались.

## Последствия
Отзыв о мероприятии обэриутов появился уже на следующий день в вечерней «Красной газете». В фельетоне «Ытуеребо» Лидия Лесная (не установлено, была ли это известная в 1910-е года поэтесса или же другая писательница, писавшая в то время под этим именем) охарактеризовала «Три левых часа» как «нечто непечатное». Наряду с живым свидетельством очевидца о недоумённой реакции зрителей, рецензия содержала отзыв о поэзии Введенского как о «белиберде», и о пьесе «Елизавета Бам» как об «откровенном до цинизма сумбуре». Однако в эти ещё «вегетарианские» времена обвинения в сумбуре и цинизме не привели к каким-либо организационным последствиям для обэриутов, в отличие от начавшейся со статьи «Сумбур вместо музыки» кампании против «формалистов» в 1936 году. Арест 15 февраля директора Дома Печати П. Баскакова как троцкиста не был связан с вечером обэриутов.
Сами обэриуты расценили прошедший вечер как успешный в творческом и в финансовом отношении. Вскоре после этого вечера К. Вагинов и Н. Заболоцкий фактически прекратили участие в ОБЭРИУ. В октябре 1928 года Д. Хармс писал, что в группу входят только он, А. Введенский, И. Бахтерев и Д. Левин. В конце 1928 года в таком составе обэриуты представили в переехавшем в Мариинский дворец Доме печати одноактную пьесу Хармса и Бахтерева «Зимняя прогулка» (не сохранилась).

### Воспоминания и дневники
- Бахтерев И. Когда мы были молодыми. — 1984.
- Введенский А. Полное собрание произведений в двух томах. — М.: Гилея, 1993. — Т. II. — 271 с. — ISBN 5-85302-015-3.
- Хармс Д. Полное собрание сочинений. Записные книжки. — СПб., 2002. — Т. Книга 1. — 480 с. — 3000 экз. — ISBN 5-7331-0166-0.

### Исследования
- Pratt S. Nikolai Zabolotsky. Enigma and Cultural Paradigm. — Northwestern University Press, 2000. — 316 p. — (Studies in Russian Literature and Theory). — ISBN 9780810165939.
- Roberts G. The Last Soviet Avant-garde: OBERIU — fact, fiction, metafiction. — Cambridge University Press, 1997. — 274 p. — ISBN 0-521-48283-6.
- Жаккар Ж.-Ф. Даниил Хармс и конец русского авангарда. — СПб.: Академический проект, 1995. — 471 с. — (Современная западная русистика). — ISBN 5-7331-0050-8.
- Кобринский А. А. Даниил Хармс. — М.: Молодая гвардия, 2008. — 508 с. — (ЖЗЛ). — ISBN 5-235-03118-0.
- Шубинский В. И. Даниил Хармс. Жизнь человека на ветру. — СПб.: Вита Нова, 2008. — 560 с. — ISBN 978-5-93898-190-4.
- Ямпольский М. Б. Беспамятство как исток (Читая Хармса). — М.: Новое литературное обозрение, 1998. — 384 с. — ISBN 5-86793-032-7.